# Вектор положаја
Вектор положаја или радијус вектор (енгл. position/radius vector; ознака {\displaystyle {\boldsymbol {\vec {r}}}}) је вектор који одређује положај материјалне тачке, честице, или тела у простору. Вектор положаја свој почетак увек има у координатном почетку, што за остале векторе није случај, а крај у тачки положаја материјалне тачке. Интензитети компоненти овог вектора зато представљају координате материјалне тачке у односу на координатни почетак. Вектор положаја је векторска величина.
За разлику од вектора положаја, положај (енгл. position; ознака {\displaystyle r}) је просторна локација материјалне тачке, честице или тела. Положај је скаларна величина и представља интензитет вектора положаја:
{\displaystyle r=\left|{\vec {r}}\,\right|}

## Трајекторија
Уколико се вектор положаја {\displaystyle {\boldsymbol {\vec {r}}}} материјалне тачке мења током времена, то значи да долази до промене положаја, а тада вектор положаја својим врхом описује трајекторију (путању) тачке. Математички изражена, зависност вектора положаја од времена назива се параметарском једначином трајекторије:
{\displaystyle {\vec {r}}={\vec {r}}\left(t\right),}
где је {\displaystyle t} временски тренутак за који се тражи вектор положаја. Ова једначина у ствари представља параметарски задату једначину криве коју тачка описује током свог кретања и општу једначину кретања.
У Декартовим координатама, вектор положаја се може записати преко пројекција по осама x, y и z:
{\displaystyle {\vec {r}}=r_{x}{\hat {x}}+r_{y}{\hat {y}}+r_{z}{\hat {z}}}

## Дефиниција брзине и убрзања
Брзина се дефинише као промена вектора положаја у инфинитезималном времену:
{\displaystyle {\vec {v}}={\frac {d{\vec {r}}}{dt}}}
Убрзање се дефинише као промена вектора положаја у инфинитезималном времену:
{\displaystyle {\vec {a}}={\frac {d{\vec {v}}}{dt}}={\frac {d^{2}{\vec {r}}}{dt^{2}}}}